# Helga Kangro
Eva Helga Emilia Kangro, född 19 maj 1924 i Helsingfors, död 11 maj 1999, var en svensk barn- och ungdomspsykiater. Hon var sedan 1951 gift med Vello Kangro.
Kangro, som var dotter till professor Gustav Suits och filosofie magister Aino Thauvón, blev medicine kandidat vid Karolinska Institutet i Stockholm 1947 och medicine licentiat där 1957. Hon var tillförordnad underläkare på S:t Sigfrids sjukhus i Växjö 1949, på Lillhagens sjukhus 1951–1952, tillförordnad förste underläkare på Beckomberga sjukhus periodvis 1952–1955, tillförordnad underläkare på Långbro sjukhus och Psykiatriska sjukhuset i Stockholm 1954, tillförordnad provinsialläkare i olika distrikt periodvis 1952–1958, tillförordnad stadsläkare i Avesta stad under nio månader 1955–1958, underläkare på Ryhovs sjukhus i Jönköping 1959–1961, underläkare på barnpsykiatriska kliniken i Västerås 1963–1966, tillförordnad biträdande överläkare och biträdande överläkare där 1966–1969, blev biträdande barnpsykiater i Göteborg 1969  och överläkare vid barn- och ungdomspsykiatriska mottagningen i Angered 1975.